# Schrapnellmine
La Schrapnellmine (abbreviata in S-mine) della Germania, anche chiamata "Bouncing Betty" (Betty saltellante, dal cartone animato americano del 1930 "Betty Boop"), è la più conosciuta di una serie di mine dette "mine saltanti". Letale, ben riuscita e molto imitata, rimane nel suo campo una delle armi migliori di tutta la seconda guerra mondiale.
La S-mine è una mina terrestre antiuomo sviluppata dalla Germania negli anni trenta e usata largamente dalle forze tedesche durante la seconda guerra mondiale. Una volta attivate dal piede di un ignaro soldato, queste mine saltano in aria esplodendo più o meno all'altezza della vita, proiettando un nugolo mortale di shrapnel e frammenti d'acciaio in tutte le direzioni.
Era stata progettata per essere usata in aree aperte contro la fanteria e ne furono prodotte due versioni, indicate con l'anno dell'inizio della loro produzione: la SMi-35 (prodotta quindi dal 1935) e SMi-44, differenti l'una dall'altra solo per alcuni piccoli particolari.
L'S-mine entrò in produzione nel 1935 e funzionò da punto-chiave nella strategia difensiva del Terzo Reich. Fino al termine della produzione, con la sconfitta tedesca nel 1945, la Germania produsse più di 1,93 milioni di questo tipo di mina, responsabili peraltro di numerose morti Alleate e notevoli rallentamenti, o interruzioni, nelle puntate in territorio nazista attraverso tutta la durata della guerra.

## Storia

### La S-mine nella seconda guerra mondiale
I primi soldati alleati che incontrarono le S-mine furono i soldati della Armée de terre (esercito francese) che effettuavano brevi puntate nella regione della Saar, ricca di carbone, dal 7 all'11 settembre 1939, durante il periodo conosciuto come "Strana guerra" (cioè il periodo di scarse operazioni del 1939). L'S-mine contribuì a respingere queste incursioni; le sue prestazioni non passarono inosservate agli occhi della gerarchia nazista e spinsero gli Stati Uniti ed altre nazioni a tentare di copiare il progetto. Dopo questa esperienza, le forze francesi soprannominarono la mina "il soldato silenzioso".
La Wehrmacht usò l'arma intensamente durante la difesa dei territori occupati e della stessa Germania durante l'invasione degli Alleati nell'Europa e nella campagna del Nord Africa.
Per esempio, la 10ª Armata tedesca ne piantò più di 23.000 come parte della difesa durante l'invasione dell'Italia compiuta dagli Alleati. S-mine furono anche posate sulle spiagge della Normandia in preparazione al D-Day, come parte di un programma più ampio di posa di mine e fortificazione (Vallo Atlantico). Le S-mine furono successivamente usate per difendere le posizioni tedesche durante la battaglia di Normandia, nonché nella difesa della Francia Settentrionale e dei confini della Germania. Venivano generalmente usate insieme a mine anticarro per sbarrare il passo a fanteria e veicoli, e per impedirne la rimozione.
Fu durante le azioni degli Alleati in Europa che la S-mine ricevette dalla fanteria statunitense il cinico soprannome di "Bouncing Betty", profondamente impressionati a causa della tendenza della mina a mutilare piuttosto che ad uccidere. Nel suo libro "Mine Warfare on Land" ("Guerra di mine terrestri"), il tenente colonnello Sloan e il tenente George Wilson descrissero la S-mine come "probabilmente l'arma più temuta dagli Alleati durante la guerra". Il numero preciso di morti causata da essa non è conosciuto, poiché gli Alleati non tenevano nel registro dei decessi l'arma da cui era causata, né se i soldati erano morti in battaglia o no. Il numero di vittime civili è, ovviamente, ancora più incerto.
La produzione degli ordigni cessò dopo la fine della Seconda guerra mondiale. Non vi sono informazioni certe sul destino delle riserve di S-mine, ma si può desumere che gran parte fu distrutta durante il disarmo della Germania dopo la resa del maggio 1945. È probabile anche che alcune furono preservate dagli alleati come oggetto di studio e reingegnerizzazione. Molte imitazioni dirette apparirono negli anni dopo la Guerra.

### L'opera di sminamento nel dopoguerra

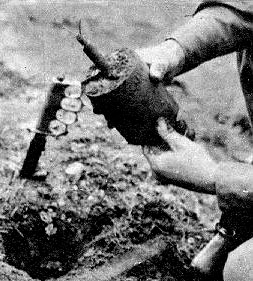
Un paracadutista statunitense mostra la rimozione di una S-mine attiva (notare il pugnale Mark I con noccoliera o tirapugni)

Durante l'occupazione militare della Germania e la ricostruzione postbellica dell'Europa, la United States Army Corps of Engineers, il nuovo governo francese e il Ministero della Difesa inglese s'impegnarono in una delle più prolungate ed efficaci opere di sminamento nell'Europa Occidentale. La Francia mise in campo una grande varietà di truppe addette proprio a questo compito, inclusi 49.000 prigionieri di guerra tedeschi. Questa operazione congiunta eliminò la maggior parte dei rimanenti campi minati nella metà occidentale dell'Europa e fu grandemente aiutata dalla meticolosa burocrazia tedesca di marcare e registrare la posizione dei campi minati.
Nonostante questo, incidenti causati dall'accidentale detonazione di mine in Nord Africa, paesi dell'ex-Patto di Varsavia, Francia e Germania succedono ancora sporadicamente. Nord Africa ed Europa dell'Est hanno un numero particolarmente alto di aree minate non bonificate risalenti al secondo conflitto mondiale, perse tra le sabbie del deserto o scordate dalle autorità. In Libia, per esempio, la Croce Rossa ha stimato che più del 27% delle aree coltivabili è inagibile a causa di ordigni inesplosi. Anche se la documentazione tedesca dice che la S-mine ha una vita effettiva che va dai due ai sette anni, una volta attivata, la carica principale potrebbe essere ancora funzionante al giorno d'oggi.

## Caratteristiche
L'S-mine esternamente era un cilindro di circa 13 cm d'altezza (senza sensore) e di 10 cm di diametro. Un'estensione d'acciaio di circa 7–10 cm posta sulla cima conteneva l'innesco principale ed il suo sensore. L'SMi-35 aveva un detonatore posto al centro del lato superiore, mentre nell'SMi-44 era spostato verso il bordo. Pesava intorno ai 4 kg, a seconda della carica principale usata, se era TNT in polvere o solido.
La carica principale era TNT, la carica propellente (che faceva saltare la mina) era polvere nera e il sensore di pressione standard usava una capsula a percussione per far esplodere la mina.
L'innesco principale era progettato per far partire la carica propellente quattro secondi dopo essere stato attivato. L'esplosione della polvere nera faceva saltare in aria la mina e attivava tre cilindretti posti a corta distanza dai tre detonatori. Questi cilindretti ritardavano lo scoppio abbastanza da permettere alla mina di raggiungere un'altezza appropriata (circa 90 cm-1,50 m) prima di esplodere.

Il sensore di pressione standard era progettato per attivarsi se premuto con una forza dai 7 kg in su. Questo era per assicurarsi che non fosse innescato da animali o "impatti" naturali. Vi era un adattamento per un innesco con filo a strappo, formato da un congegno a "Y" che avrebbe attivato la mina se il filo fosse stato tirato.

## Uso

Diagramma della detonazione di una S-mine

L'S-mine era normalmente innescata da una spoletta a pressione con tre "baffi" in cima. La mina poteva anche essere modificata per attivarsi con un filo a strappo, e l'esercito tedesco provvedeva uno speciale adattatore agli ordigni per questo proposito. Il tubo d'acciaio che conteneva l'innesco era filettato per prendere qualunque miccia o detonatore standard della Wehrmacht, permettendo che il sensore venisse rimosso e la mina fatta brillare deliberatamente da un operatore umano.
Una volta attivata, il processo di esplosione implicava essenzialmente due stadi:
1. Prima la mina era proiettata ad un'altezza di 0,9-1,5 m da una piccola carica propellente.
2. Circa mezzo secondo dopo la carica principale detonava all'altezza giusta, ed uccideva o feriva gravemente chiunque si trovasse nei dintorni a causa dei circa 360 pallini, sbarrette o schegge d'acciaio che circondavano la carica principale. Questi frammenti erano lo shrapnel che veniva proiettato orizzontalmente ad alta velocità dalla mina.

Il tempo tra l'innesco e l'accensione della carica propellente variava tra 3,9 e 4,5 secondi, il ritardo dipendeva dall'età e dalle condizioni della mina. Secondo documenti tedeschi l'ordigno era letale entro un raggio di 20 m e poteva infliggere gravi danni fino a 100 m. I manuali d'addestramento statunitensi avvertivano che poteva essere pericoloso fino a 140 m. Una credenza comune, ma sbagliata, era che la mina non potesse scoppiare finché non veniva tolto il piede dal sensore. Questa idea fu pubblicizzata, erroneamente, dalla propaganda statunitense della seconda guerra mondiale, ma stare immobile o provare a fuggire era ugualmente pericoloso. Il modo più efficace di salvarsi era di buttarsi immediatamente a terra a faccia in giù, dato che la maggior parte dei pallini volava orizzontalmente, ma delle ferite erano comunque probabili.
Degli scaricatori da S-mine, nella forma di tubi angolati attaccati alla corazzatura con alcune forcelle, erano anche usati su veicoli corazzati tedeschi per la difesa contro la fanteria. I primi modelli di Panzer VI Tiger I erano attrezzati con cinque di questi congegni.

## Trasporto e posizionamento

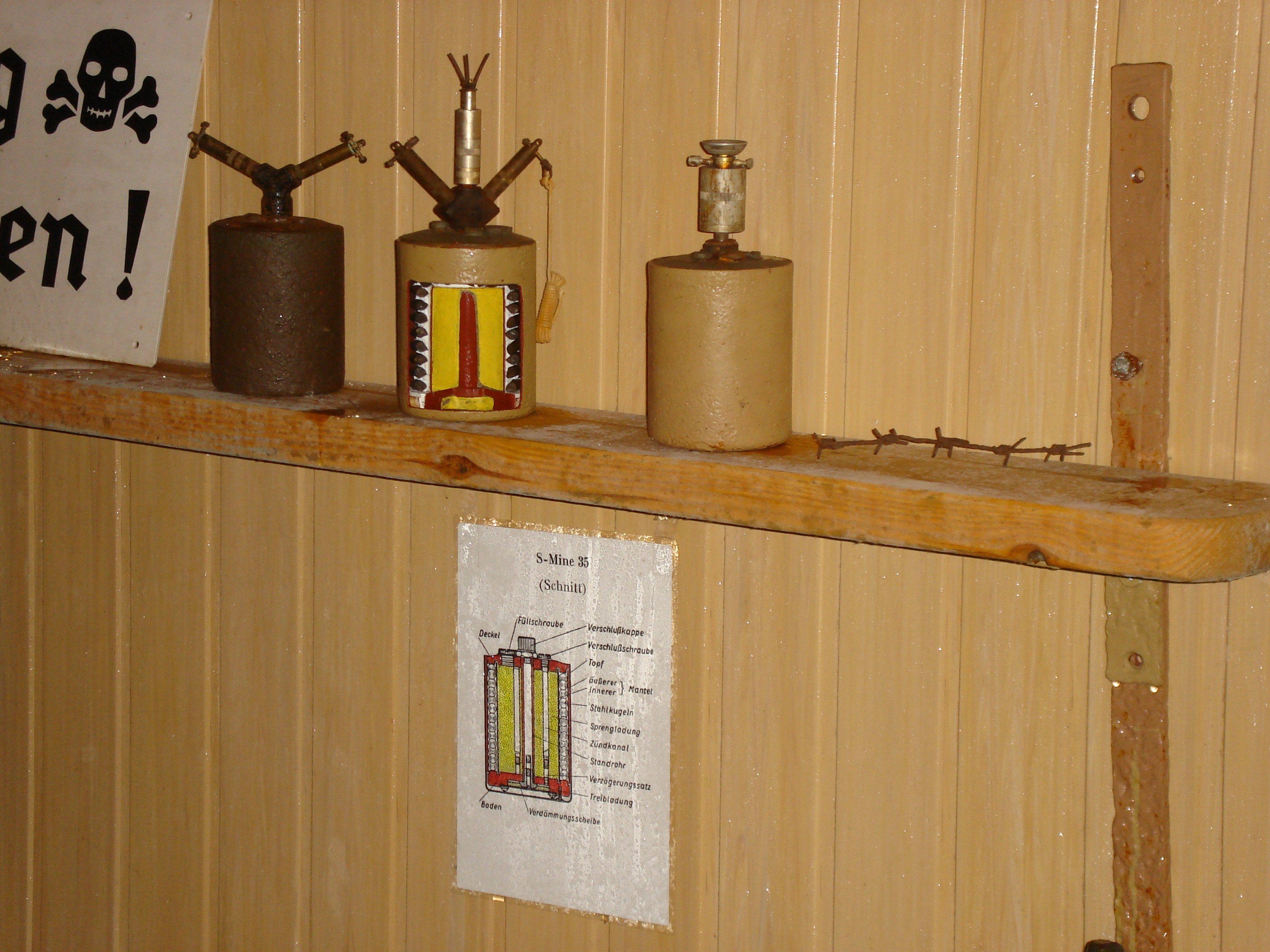
Serie di tre Schrapnellmine con diversi tipi di innesco: le prime due da sinistra con il tipo a strappo (la seconda ne ha uno anche a pressione), la terza con quello a pressione

La S-mine era trasportata in scatole di legno o di acciaio. Alcune contenevano nove mine, con innesco e detonatori separati, così da essere più sicure durante il trasporto sulle lunghe distanze, altre ne contenevano tre, di solito pronte ad essere posizionate, ma con la sicura ancora innestata, così da poter essere usate rapidamente dal portatore. Nel caso del primo contenitore gli inneschi potevano essere portati in una scatolina a parte o nella scatola stessa.
Per piantare la mina di solito bastava togliere la sicura e seppellire l'ordigno, ma esistevano altri inneschi, anche multipli, cioè due detonatori che uscivano obliquamente dalla protuberanza in cima, ambedue a strappo, a volte con un innesco centrale a pressione, anche diverso dal più comune con tre baffi.
La mina non poteva essere lanciata da un mezzo volante o piazzata con un posamine ad aratro ma solo piantata o seppellita a mano.

## Individuazione e disarmo

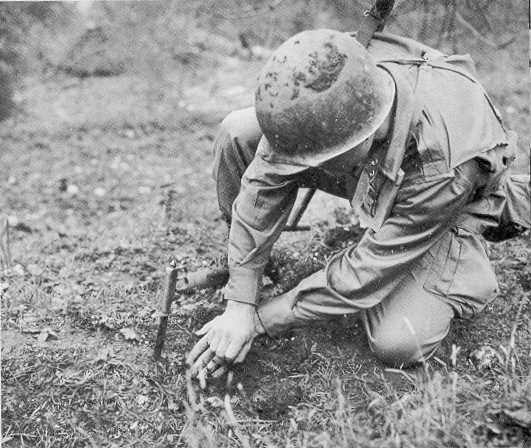
Un fante statunitense scava per trovare una mina.

L'S-mine era fatta soprattutto di metallo, così era facilmente individuabile con un metal detector. Però un'attrezzatura così ingombrante e costosa non era spesso disponibile alla fanteria, e il meccanismo era propenso a malfunzionare. L'ordigno pertanto era spesso individuato con una cauta ricerca manuale, che era però un processo molto lento: usando un coltello o una baionetta il fante poteva sondare obliquamente il terreno, questo in modo che non si attivasse il sensore ma si toccasse esclusivamente l'involucro metallico della mina.
Una volta che l'ordigno era stato scoperto, il disarmo era relativamente facile. Per prevenire un'accidentale attivazione mentre veniva seppellita, l'S-mine era fornita di un foro dove una sicura impediva al sensore di venire premuto; la linguetta veniva poi rimossa quando la mina era posizionata. Se l'S-mine presentava questo dispositivo, un oggetto, come uno spillo da cucito, poteva essere posto nel buco, rendendo l'ordigno sicuro. Se la mina era dotata di un dispositivo a strappo o elettrico, i fili di questi potevano essere semplicemente tagliati. I tedeschi usavano spesso porre trappole per scoraggiare il disarmo, dunque la cautela era di massima importanza. A questo punto la mina poteva essere rimossa delicatamente dal terreno, ed il sensore poteva venire facilmente svitato senza pericolo. Se si rendeva necessario disattivare completamente la mina, tre coperchietti sul lato superiore, che davano accesso a i tre detonatori all'interno del corpo della mina, potevano essere svitati rimuovendo così i detonatori.

## Componenti
Il seguente diagramma mostra il meccanismo interno della SMi-35, e lo spaccato dell'innesco. La sicura ed i tre tappi removibili sono chiaramente visibili.
1. Spunzoni di rilevazione pressione o movimento
2. Linguetta di sicurezza
3. Molla principale
4. Molla del percussore
5. Percussore
6. Capsula di percussione
7. Tappo del detonatore
8. Pallini d'acciaio
9. Pozzetti dei detonatori
10. Detonatore
11. Cilindretto per il ritardo breve
12. Cilindretto per il ritardo di 4,5 secondi
13. Carica propellente
14. Tappo del contenitore della carica principale
15. Contenitore impermeabile
16. Carica principale

## Copie

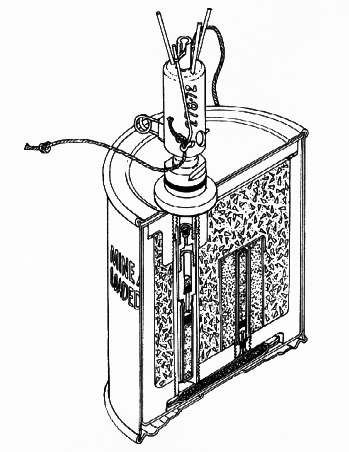
Spaccato di una mina saltante M16A2 statunitense, sviluppata dall'S-mine

L'S-mine fu una mina estremamente efficace, come dimostra il fatto che altri paesi ne utilizzarono delle copie.
L'esercito finlandese iniziò ad acquistare la SMi-35 dalla Germania dopo la Guerra d'inverno nell'ambito di un programma più ampio di aiuto militare reciproco tra le due nazioni. Le forze armate della Finlandia riscossero grandi successi con la mina, ma il suo costo era abbastanza elevato. A causa di questo, durante la guerra di continuazione la Finlandia provò a produrre la sua versione della S-mine, ma senza successo. Il soprannome finlandese per l'ordigno era Hyppy-Heikki (Henry Saltellante).

La mina Mle 1939 francese fu ispirata dal successo della S-mine. Nel 1940, il maggiore Pierre Delalande del corpo genieri francese riuscì a fuggire dall'invasione tedesca della Francia, e raggiunse gli Stati Uniti con i progetti della Mle 1939. Questi disegni portarono allo sviluppo della mina M2, che fu distribuita ai soldati americani nel 1942 ma si rivelò inefficiente in battaglia. L'Esercito statunitense fu colpito dal ruolo che ebbe la S-mine nel respingere l'offensiva francese nella regione della Saar all'inizio della seconda guerra mondiale e continuò la ricerca sulle mine balzanti che sfociò dopo la guerra nel modello M16, direttamente sviluppato dai progetti catturati riguardanti la S-mine.
L'Unione Sovietica basò il progetto della sua serie di mine OZM sulla S-mine: queste erano simili alla SMi-44, con il lato superiore bombato, e senza i tre "baffi" del sensore. Le mine sovietiche tendevano ad essere molto più semplici concettualmente, infatti invece che essere riempito di pallini d'acciaio l'OZM-3 e OZM-4 erano dotate di un corpo di ghisa che sarebbe frammentato con l'esplosione (come in una bomba a mano Mk2). La più tarda OZM-72 era riempita di sbarrette d'acciaio, ritornando all'idea originale della S-mine. Ambedue queste mine sono tuttora prodotte in Russia.

Altre nazioni a produrre mine derivate dalla S-mine furono l'Italia (con la serie Valmara 59 e 69) e la Repubblica Popolare Cinese.
L'uso di mine terrestri rimane tutt'oggi un argomento controverso. Non a caso mine antiuomo come la S-mine sono state oggetto di vari trattati ed obiezioni di movimenti per i diritti dell'uomo, e sono soggette ad intensi dibattiti internazionali.

### Libri di testo
- Huebner, Klaus H., Long Walk Through War: A Combat Doctor's Diary, Texas A&M University, College Station, 1987, ISBN non esistente.
- Sloan, C.E.E., Mine Warfare on Land, Brassey's, London, 1986, ISBN non esistente.
- John Ingraham e Jones Dalton, Technical Intelligence Bulletins, Brassey's, London, 2003, ISBN non esistente. URL consultato il 27 ottobre 2009 (archiviato dall'url originale il 12 dicembre 2015).
- Capitolo VIII, vol. 5, in US War Department Technical Manual TM-E 30-451: Handbook on German Military Forces, 1945, ISBN non esistente.
- Diagram Group, Enciclopedia delle armi, Fratelli Melita, 1995, ISBN non esistente.
- US Army, US Army Field Manual, 1943, ISBN non esistente.

### Siti web
- (EN) Storia delle mine terrestri. Scritto del maggiore William C. Schneck, su fas.org.
- (DE) Le mine tedesche della seconda guerra mondiale sul sito lexikon-der-wehrmacht, su lexikon-der-wehrmacht.de.
- (EN) Le mine dell'esercito finlandese nel periodo 1918–1945, su jaegerplatoon.net.
- (EN) Descrizione della S-mine data dal tenente George Wilson, su minwara.org. URL consultato il 5 febbraio 2010 (archiviato dall'url originale il 25 luglio 2008).
- (EN) Fotografie della S-mine ed accessori, su lexpev.nl.